# Rivièrette
La Rivièrette est une  rivière du sud-ouest de la France, sous-affluent de la Garonne par le Boudouyssou et le Lot.

## Géographie
De 20,2 km de longueur, la Rivièrette prend sa source dans le département du Lot commune de Saint-Matré et se jette dans le Boudouyssou dans le département de Lot-et-Garonne sur la commune de Tournon-d'Agenais sous le nom de Ruisseau de Périssan. Il est aussi appelé Ruisseau du Camp Beau sur la commune de Tournon-d'Agenais.

### Départements et communes traversées
- Lot  : Belmontet, Saint-Matré, Sérignac.
- Lot-et-Garonne : Bourlens, Tournon-d'Agenais, Thézac, Masquières.

## Principaux affluents
- Ruisseau de Fonfrège : 1,2 km
- Ruisseau de la Barre : 1,4 km

## Hydrologie
Alimentation pluviale, explique les sautes de son débit, les crues brutales lors d'orage qui peuvent prendre, parfois, un caractère catastrophique